# Forschungsballon

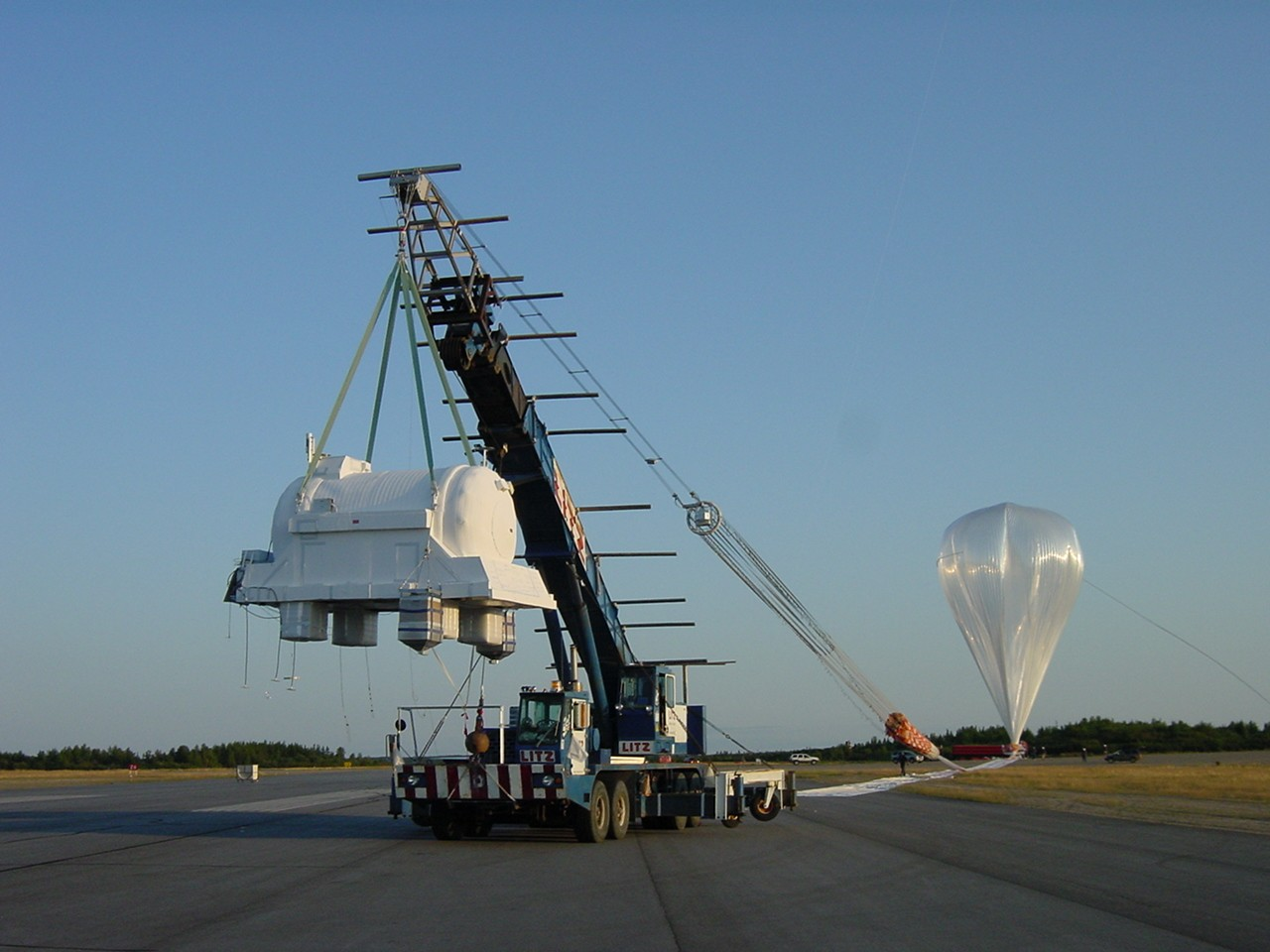
Vorbereitungen zum Start eines Forschungsballons

Ein Forschungsballon ist ein meist unbemannter Ballon, der mit einem Traggas gefüllt ist und zur wissenschaftlichen Forschung genutzt wird. 
Neben der Atmosphärenforschung kann ein Forschungsballon auch zu astronomischen Forschungen dienen, wie im Rahmen des Projekts Stratoscope. Die einfachste Form des Forschungsballons ist der auch als Radiosonde bezeichnete Wetterballon. Er wird aber meist nicht zu den eigentlichen Forschungsballons gerechnet, da die Wetterballone routinemäßig gestartet werden.
Echte Forschungsballons werden nur wenige Male gestartet. Sie verfügen über eine sehr viel aufwändigere Instrumentierung als Wetterballons. Da Forschungsballons in Höhen vordringen, in denen die Luft zu dünn zum Atmen ist, sind Forschungsballons meist unbemannt und die Experimente werden ferngesteuert. Es gab aber in vergangenen Jahrzehnten mehrfach mit Druckkabinen ausgerüstete bemannte Forschungsballons wie von Auguste Piccard in den dreißiger Jahren bzw. die Manhigh-Flüge der USA in den Fünfzigern.
Forschungsballons wurden nicht nur auf der Erde eingesetzt. Mit Hilfe von Forschungsballons wurde im Rahmen des Vega-Projekts die Hochatmosphäre der Venus untersucht.